# Euteleostomi
De Euteleostomi zijn een succesvolle clade die meer dan negentig procent van de levende soorten gewervelde dieren omvat. Euteleostomen staan ook bekend als de 'benige gewervelde dieren'. Hun twee belangrijkste subgroepen zijn vandaag succesvol: de Actinopterygii omvatten de meeste bestaande basale vissoorten en Sarcopterygii omvatten de tetrapoden.
Osteichthyes in de betekenis van 'benige gewervelde dieren' is synoniem met Euteleostomi, hoewel in de oude Linnaeanse taxonomie de naam Osteichthyes (letterlijk 'beenvissen') traditioneel verwijst naar de parafyletische groep met uitsluiting van tetrapoden. De naam Euteleostomi werd bedacht als een monofyletisch alternatief dat ondubbelzinnig de levende tetrapoden omvat en dat veel wordt gebruikt in de bio-informatica.
De term Euteleostomi moet gelezen worden als Eu-teleostomi, waar het Eu- komt van het Griekse εὖ 'goed, waar', dus de clade kan worden gedefinieerd als de kroongroep van de laatste gemeenschappelijke voorouder van de huidige teleostomen en al diens afstammelingen.
Euteleostomen hadden oorspronkelijk allemaal endochondraal bot, vinnen met lepidotrichen (vinstralen), kaken omzoomd door maxillaire, premaxillaire en dentaire botten bestaande uit dermaal bot en longen. Veel van deze kenmerken zijn sindsdien echter verloren gegaan bij veel afstammelingen, zoals lepidotrichen die zijn verdwenen bij tetrapoden en verloren bot bij de chondrosteïde vissen. Longen werden behouden bij Dipnoi (longvissen) en veel tetrapoden (vogels, zoogdieren, koudbloedige reptielen en sommige amfibieën). Bij veel straalvinnige vissen zijn longen geëvolueerd tot zwemblazen voor het reguleren van het drijfvermogen, terwijl ze bij andere nog steeds worden gebruikt als ademhalingsluchtblazen.

## Taxonomie
Actinopterygii
- Actinopteri
  - Chondrostei
  - Neopterygii
- Cladistia
  - Polypteriformes

Sarcopterygii
- Actinistia
  - Coelacanthiformes
- Dipnoi
  - Ceratodontimorpha
- Tetrapodomorpha